# Colostygia ablutaria
Colostygia ablutaria es una especie de polilla perteneciente a la familia Geometridae. Fue descrita por primera vez por el entomólogo austriaco-polaco Vincenz Kollar en 1844 y se puede encontrar distribuido en la India. El holotipo de la especie fue descrita en la zona montañosa de Dharamsala.
Cuenta con las definitivas caracaterísticas de las especies Paleártica, pertenece propiamente al norte de la India, extendiéndose desde Cachemira hasta la Alta Birmania. Se reconoce fácilmente por la forma muy irregular de la banda media en sus alas. Las pectinaciones antenales son bastante largas. La localidad tipo es la zona montañosa de Mussoorie, en las laderas de las Himalayas.